# Manuel Moscópulo
Manuel Moscópulo (en griego: Mανουὴλ Μοσχόπουλος)(Constantinopla, 1265 - 1316), fue un comentarista y gramático bizantino, que vivió a fines del siglo XIII y principios del XIV y fue una figura importante del Renacimiento Paleólogo.

## Vida
Moscópulo fue alumno de Máximo Planudes y posiblemente su sucesor como cabeza de una escuela de Constantinopla, donde enseñó a lo largo de su vida. Una incursión en política misteriosa y mal documentada condujo a su encarcelamiento temporario.

## Obra
Su principal obra es Erotemata grammaticalia (Ἐρωτήματα Γραμματικά), en forma de preguntas y respuestas, basada en un epítome de gramática anónimo, y completada con un léxico de sustantivos áticos. También fue autor de unos escolios sobre el primer y segundo libros de la Ilíada, sobre Hesíodo, Teócrito, Píndaro y otros autores clásicos y más tardíos; de adivinanzas, así como de cartas, y de un tratado sobre cuadrados mágicos. Sus tratados gramaticales formaron la base de las obras promotores de los estudios clásicos tales como Manuel Crisoloras, Teodoro Gaza, Guarini, y Constantino Láscaris. Como editor, aunque hizo muchas conjeturas falsas, aclaró muchos errores antiguos en los textos tradicionales. Sus comentarios más originales son principalmente lexicográficos.
Otras obras incluyen un panfleto teológico anti-latino. Una selección de sus trabajos, bajo el título de Manuelis Moschopuli opuscula grammatica fue publicada por F. N. Titze (Leipzig, 1822); vésase también Karl Krumbacher, Geschichte der byzantinischen Litteratur (1897) y M. Treu, Maximi monachi Planudis epistulae (1890), p. 208.